# Jan Velflík
Jan Velflík (2. února 1835 Kralovice – 28. července 1871 Žerotín) byl rakouský právník a politik české národnosti z Čech, poslanec Českého zemského sněmu.

## Biografie
Roku 1861 absolvoval práva na Karlo-Ferdinandově univerzitě v Praze. Nastoupil jako koncipient do právní kanceláře Dr. Josefa Stanislava Práchenského. Byl jednatelem výboru pro zbudování českého Národního divadla. Krátce před svou smrtí se přestěhoval a působil jako advokát v Olomouci. Tam obhajoval redaktora listu Našinec před olomouckým soudem i nejvyšším soudem ve Vídni. Případ vzbudil pozornost, protože Velflíkovi bylo odepřeno, aby svého českého klienta obhajoval v českém jazyce. Byl členem Právnické jednoty a byl i publicisticky činný. Byl též starostou Sokola v Olomouci.
V 60. letech se zapojil i do vysoké politiky. V doplňovacích volbách v listopadu 1866 byl místo Františka Daneše zvolen na Český zemský sněm, kde zastupoval kurii venkovských obcí, obvod Rakovník, Křivoklát, Nové Strašecí, Louny. Mandát zde obhájil i v řádných zemských volbách v lednu 1867 a ve volbách v březnu 1867. V srpnu 1868 patřil mezi 81 signatářů státoprávní deklarace českých poslanců, v níž česká politická reprezentace odmítla centralistické směřování státu a hájila české státní právo.
Zemřel v červenci 1871 na zámku v Žerotíně, kde pobýval na zotavení. Pohřben byl 30. července 1871 v Olomouci za velké účasti veřejnosti. Obřad vedl zemský poslanec Ignát Wurm.